# Libera (instrument spatial)
Pour les articles homonymes, voir libera.
Libera est un instrument développé par l'agence spatiale américaine, la NASA. Libera a pour objectif de poursuivre l'enregistrement des évolutions du rayonnement émis par la Terre qui permet d'établir le bilan radiatif de la Terre. Libera poursuivra des mesures débutées il y a 40 ans. L'instrument, qui comprend quatre radiomètres mesurant effectuant leurs mesures sur une bande spectrale s'étendant de 0,3 à 100 microns, met en œuvre une nouvelle technologie permettant une précision accrue. Il doit être embarqué . Libera fait partie des missions de la NASA de la classe Earth Venture . Elle a été sélectionnée en 2020 et doit être placée en orbite vers 2027 à bord du satellite météorologique JPSS-3 qui circulera sur une orbite héliosynchrone. La durée initiale de la mission est de 5 ans.

## Contexte et objectifs
Le radiomètre Libera mesure le rayonnement électromagnétique sortant c'est-à-dire émis par la Terre et son atmosphère vers l'espace. Cette donnée est un composant du bilan radiatif de la Terre. Libera doit succéder à l'instrument CERES (dans la mythologie romaine, Libera est la fille de Cérès) qui collecte des informations depuis 1997 et est installée sur plusieurs satellites (TRMM, Terra, Aqua, Suomi NPP et NOAA-20). Libera doit permettre de poursuivre la mesure des variations de cette donnée, qui est recueillie depuis 40 ans de manière continue et qui est essentielle pour les modèles climatiques et l'évaluation du changement climatique. L'instrument mesure le rayonnement solaire visible et infrarouge (0,3 à 5 microns) réfléchi par la Terre ainsi que le rayonnement infrarouge moyen et lointain (5 à 50 microns) émis par la Terre mesuré aux limites supérieures de l'atmosphère terrestre. L'instrument doit également mesurer le rayonnement total émis par la Terre entre 0,1 et 100 microns.

## Historique
Libera est un projet proposé par Peter Pilewskie du Laboratory for Atmospheric and Space Physics de l'Université de Californie qui a été sélectionné en 2020 comme mission de la classe Earth Venture. Ces missions de l'agence spatiale américaine, la NASA, sont caractérisées par des couts faibles associés à des risques élevés et relèvent du domaine de l'observation de la Terre. Libera sera embarqué sur le satellite météorologique JPSS-3 qui doit être placé sur une orbite héliosynchrone (altitude 824 kilomètres, cycle de 16 jours)) vers 2027. La durée initiale de la mission est de 5 ans.

## Caractéristiques techniques
Libera est constitué de quatre radiomètres indépendants et co-alignés pointés vers la Terre qui mesurent le rayonnement émis par une zone de forme hexagonale située au nadir du satellite et mesurant 1,12 x 2,24 degrés. Les radiomètres sont montés sur un pivot dont l'axe se confond avec la ligne reliant le satellite à son nadir. Par ailleurs un miroir pivotant permet de collecter les données d'un horizon à l'autre de la Terre et peut être pointé vers l'espace ou vers un système d'étalonnage. Chaque radiomètre est spécialisé dans une bande spectrale. L'instrument dont la masse est d'environ 30 kilogrammes et qui consomme environ 47,5 Watts génère un peu plus de 100 kilobits de données par seconde.